# Fuji Network System
Fuji Network System (FNS; litt. en français : « Système du Réseau Fuji » ; フジネットワーク (Fuji Nettowāku)) est un réseau de télévision japonais exploité par Fuji Television Network, Inc. (Fuji TV), qui fait partie du Fujisankei Communications Group. FNS distribue des programmes télévisés de divertissement et autres sans actualité à ses 28 stations de télévision régionales.
La distribution des journaux télévisés nationaux est assurée par le Fuji News Network, un autre réseau créé par Fuji TV.